# Francesco Barbavara

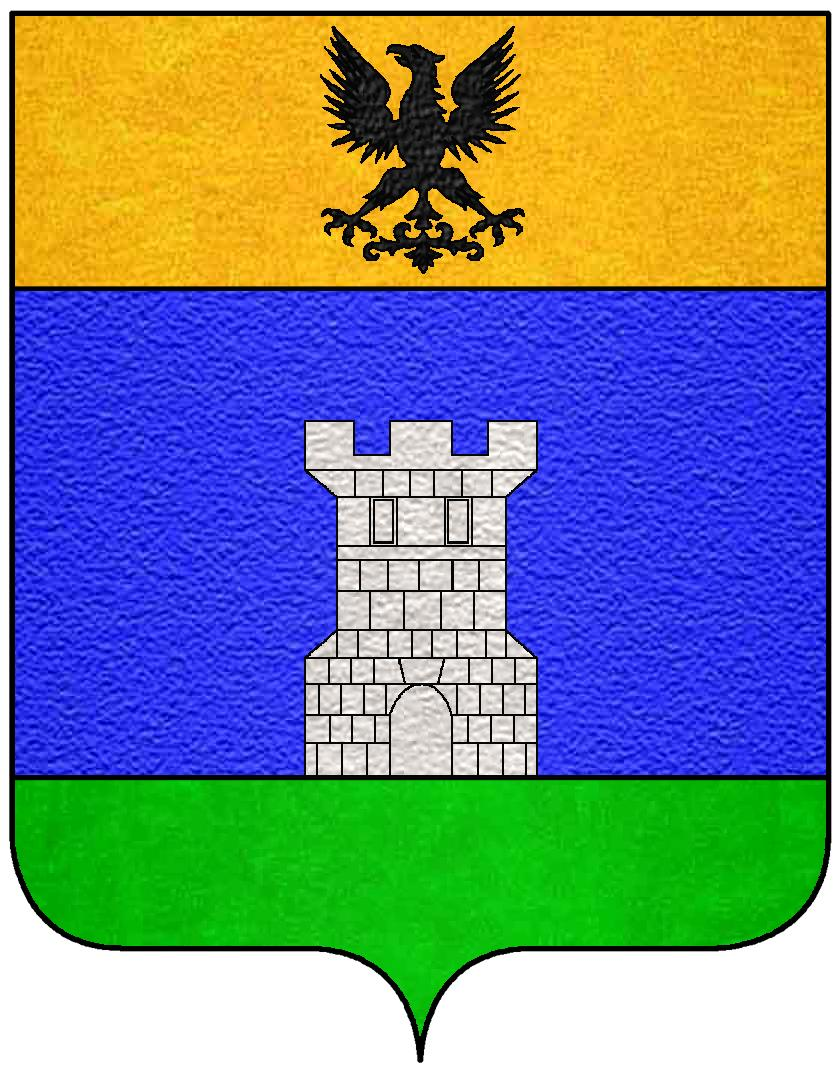
Stemma Barbavara di Gravellona

Francesco Barbavara (... – Milano, prima del 17 Marzo 1415) entrò al servizio di Gian Galeazzo Visconti nel 1390, successivamente fu il primo camerario del duca di Milano Gian Galeazzo Visconti e poi membro del consiglio di reggenza del ducato.

## Biografia
Proveniente da una famiglia nobile della Lomellina, (i Conti da Castello, Patrizi di Novara), il Barbavara fu tenuto in gran conto dal duca Gian Galeazzo, (fin dal 1390), per la sua esperienza nelle questioni finanziarie. Alla morte del duca, il Barbavara divenne un membro autorevole del consiglio della duchessa reggente, Caterina Visconti. Il Duca Gian Galeazzo Visconti lo ricompensò, per il Suo servizio, nel 1396 con il feudo di Settimo (oggi, Bornasco di Pavia), e poi, il 23 Luglio 1402, con i feudi ed i titoli di Conte di Valsesia e di Pietre Gemelle (oggi Riva Valdobbia di Alagna Valsesia). Lo stesso anno però dovette lasciare Milano in seguito ad una rivolta popolare, rifugiandosi ad Asti. 
Già l'anno seguente però rientrò trionfalmente nella capitale lombarda, richiamato dalla Duchessa Caterina. Giovanni Maria Visconti e Filippo Maria Visconti, lo accusarono però di tradimento e lo cacciarono di nuovo, perciò il Barbavara si ritirò nei suoi feudi in Valsesia. 
Dopo la morte del duca Giovanni Maria nel 1412 il Barbavara si riconciliò con il terzo Duca, Filippo Maria Visconti, che gli diede licenza di rientrare in Milano, e da Egli, fú poi nominato, membro del "Consiglio Segreto" del Ducato, ed il 22 Marzo 1413 fú investito del feudo di Omegna (in permuta al feudo di Settimo), morì in Milano prima del 17 Marzo 1415. Francesco Barbavara ebbe una figlia femmina, Eufrosina Barbavara, moglie di Pier Francesco Visconti, Consignore di Brignano e di Pagazzano (con suo fratello maggiore Sagramoro II Visconti), poi fu creato Conte di Saliceto (comune di Cadeo in provincia di Piacenza), e di lui esiste una formella, parte del suo monumento funebre, al Cleveland Museum of Art (U.S.A.): Pier Francesco Visconti ed Eufrosina Barbavara ebbero discendenza che esiste ancora oggi.